# Escuela de Darmstadt

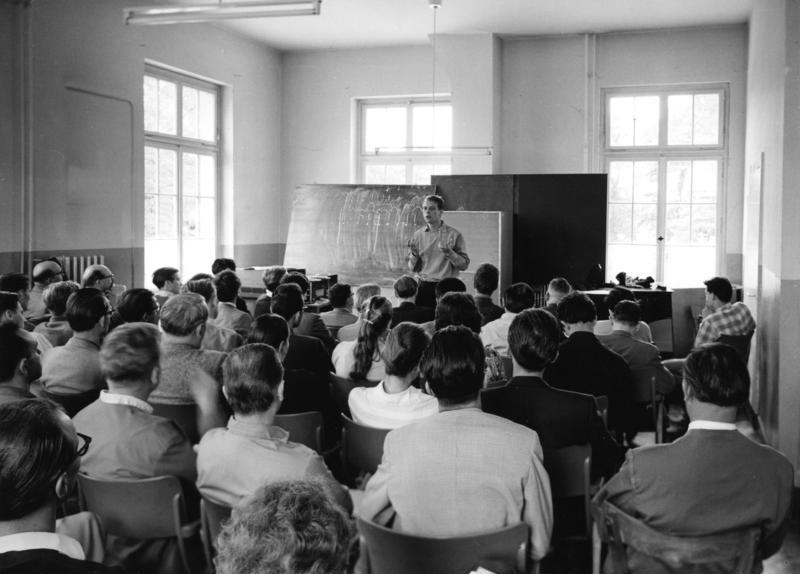
Curso Internacional, Julio de 1957

La Escuela de Darmstadt (en alemán: Darmstädter Schule) es un grupo de músicos que estudió composición en la ciudad alemana de Darmstadt en los Internationalen Ferienkurse für Neue Musik y que comparten una serie de inquietudes creativas comunes. Estos compositores tenían un estilo individualizado y, tras la experimentación de los primeros años, cada uno evolucionó a su propio ritmo. Los cursos de verano realizados en Darmstadt, tuvieron lugar entre 1946 y 1955 para desarrollar una actividad musical en la Alemania de la posguerra. El objetivo principal de estos cursos era conocer las técnicas desarrolladas entre 1933 y 1945. En el primer año, el curso estuvo orientado al desarrollo de la corriente neoclásica y no fue hasta el segundo año cuando se desarrolló un gran interés por la escuela dodecafónica.

## Características
Su principal característica es la auto-fundación de la música, desintegrando los rasgos tradicionalmente más importantes, como la forma, para partir del material sonoro; a este principio lo denominan como el grado cero o la tabla rasa para despojarse de los residuos tradicionales que se usaban de manera inconsciente.

## Objetivos
Pretendían instaurar un nuevo orden para establecer unos parámetros comunes que instauraran un lenguaje colectivo. El primer paso consiste en la destrucción de unos principios, que se fueron asumiendo de un modo no racional, para fundar otros que establecieran unas leyes racionales. Para establecer estas leyes se basan en la evolución del material musical defendida por Theodor Adorno y, de esta manera, acaban seleccionando algunos elementos que consideraban base para poder innovar en los demás elementos. Pero para este nuevo lenguaje no toman como referencia la figura de Schoenberg, que al igual que Stravinsky, ven como si fuera un elemento más en la evolución de la música. A Schoenberg le reconocen una cierta importancia en aspectos como la independencia de las alturas de los sonidos. Para ellos, este avance es importante ya que los sonidos se desligan de las relaciones tonales, pero esta separación no es total ya que Schoenberg continúa dependiendo de la tradición. En Stravinsky ven un ejemplo semejante al de Schoenberg pero con otro elemento: el rítmico. La innovación del elemento rítmico, como una herramienta que genere una estructura, es también muy importante pero si no se abandonan el resto de elementos, como ocurre con Stravinsky. El verdadero eje de la evolución en la Escuela de Darmstadt es Anton Webern. Su uso de la serie para dar forma a la obra y el uso no temático de la misma sino como elemento unificador del componente sonoro a través de las texturas, es lo que realmente atrae a estos compositores.

## Ponentes
En 1948, el curso fue impartido por René Leibowitz, compositor y profesor que había estudiado con Anton Webern y ya en 1949 se esperaba la asistencia de Schoenberg que finalmente no pudo asistir por causa de una enfermedad. En su lugar impartió el curso Messiaen y en Darmstadt, este compuso su primera obra serial. En años siguientes se dieron cita ponentes como Edgar Varèse, Krenek y otras figuras de la música electrónica. Pero no fue hasta 1952 cuando tuvieron lugar las primeras discusiones sobre música serial y se comenzaron a interpretar las primeras obras de algunos de sus alumnos, como Pierre Boulez y Karlheinz Stockhausen.

### Olivier Messiaen
Messiaen tuvo entre sus alumnos, en el Conservatorio de París, a figuras como Pierre Boulez, Karlheinz Stockhausen, Iannis Xenakis, etc, a los que introdujo a una técnica de composición cercana al serialismo. Su gran aportación a la teoría musical del siglo XX es su libro Técnica de mi lenguaje musical (1944), en el que desarrolla las características individuales que desde sus primeros años de composición aplicó. Él era defensor del uso de la melodía, la dinámica y el timbre como elementos individuales y con entidad propia dentro del sonido musical. Pero el aspecto más significativo de este libro es el tratamiento que le aplica al ritmo. Despoja a la música de los conceptos de medida y compás aplicando un sistema de valoración corta (la semicorchea, por ejemplo) en el que la unidad se muestra libre para aumentar y disminuir por el que la música se ve carente de medida. A este sistema lo denominó “valores añadidos” y de este modo conseguía aportar una mayor flexibilidad rítmica a modelos que eran regulares en su origen. El método para aumentar o disminuir el valor rítmico de este modelo se conseguía añadiendo o suprimiendo algún valor de cada modelo. Esta característica se fijó como fundamental en el planteamiento global de su música y en particular, en obras como el Cuarteto para el Fin de los Tiempos.
Otras características de su música son el empleo de escalas o modos de ocho notas compuestas a través de la alternancia de intervalos de semitonos y tonos enteros, esquemas rítmicos que se leen de igual manera de principio a fin de que en sentido retrógrado (palíndromos), recursos sonoros imitando distintos efectos como el canto de los pájaros (era ornitólogo) u otros sonidos naturales, etc. En su obra más importante, por la influencia posterior que generó, Mode de valeurs et d’intensités, serializa los parámetros de la altura, la duración, la intensidad y la articulación. Genera unos modos para cada uno de ellos y los aplica a cada una de las voces. Pero estos modos no son del todo series ya que les da un uso distinto al que le darán los seguidores de la escuela de Darmstadt.

## Discípulos
Los principales compositores que se dieron cita en la ciudad alemana de Darmstadt fueron el francés Pierre Boulez, el alemán Karlheinz Stockhausen, el italiano Luigi Nono, entre otros.

### Pierre Boulez
El alumno de la escuela de Darmstadt con mayor proyección fue el francés Pierre Boulez. Además de estudios en matemáticas recibió clases de armonía de Messiaen y de técnica dodecafónica de René Leibowitz. Durante la década de los cuarenta y cincuenta compuso numerosas obras experimentales basadas en el sistema dodecafónico que tuvieron gran aceptación por parte de la crítica. Se convirtió en uno de los compositores más influyentes en el uso del serialismo aplicado a todos los parámetros musicales: dinámica, ritmo, timbre y tono (serialismo integral). A través de sus clases en los cursos que se impartían en Darmstadt, influyó de forma marcada, junto con Stockhausen, en la vanguardia musical que surgió después de la Segunda Guerra Mundial. Ayudó de esta manera a crear un nuevo lenguaje y técnica musicales. Esto mismo era lo que recriminaba a los primeros compositores del siglo XX, estos habían fallado a la hora de llevar a cabo una revolución musical que conllevara una era radicalmente nueva. Reconoció la influencia sobre él de Debussy, Stravinsky y Webern, pero sobre todo de su maestro Messiaen. Después de 1954 adoptó una postura estética entre Debussy y su ídolo, Webern. Además provocó una cierta frialdad hacia Schoenberg al colocarlo en una posición inferior a Webern.
En un famoso, y provocativo ensayo titulado Schoenberg ha muerto, escrito en 1952 poco después de la muerte del compositor vienés, Pierre Boulez comenzaba alabando al viejo maestro por haber inventado el sistema dodecafónico; para después criticarlo por no haberlo desarrollado en toda su extensión. Schoenberg había tratado las series como si fueran un “tema” en vez de como una configuración abstracta de intervalos y las había reemplazado por el esquema formal clásico en lugar de derivar las estructuras seriales de las propias características de la serie. Según su punto de vista había que realizar un tratamiento consistente de todos los elementos musicales, no solo de los melódicos, sino también de los rítmicos, de los dinámicos, de las texturas y finalmente de los formales, de acuerdo con los procedimientos estrictamente seriales y que no tuviera ninguna relación con ningún presupuesto musical anterior. Para él, tanto Stravinsky como Schoenberg son figuras que vuelven al Neoclasicismo, la diferencia es que uno lo realiza a través de la escala diatónica y el otro a través de la escala cromática.

## Consecuencias
Todos estos años de formación, tuvieron como resultado la aparición de muchos compositores que compartían un objetivo común, crear un nuevo lenguaje musical que no contuviera ninguna atadura con la tradición para así conseguir una mayor libertad creativa. Con esta base se comienzan a cuestionar todos los parámetros musicales como son: la textura, el sonido, la armonía, el ritmo, etc., llegando incluso a poner en duda la utilidad de la escala temperada, proponiendo nuevos sistemas basados en los microtonos por ejemplo. La notación también sufre una revolución; la experimentación hace aparecer nuevos símbolos musicales. Y en el campo de la instrumentación, se buscan otros medios sonoros que provocan la aparición de la electrónica. Para estos compositores, su herencia cultural estaba estrechamente relacionada con los fracasos políticos y sociales del pasado, por lo que era necesario crear una ruptura total con todas las referencias musicales anteriores creando un nuevo tipo de música.

### Novedades formales
A partir de los años 50 se dan diferentes experimentos en torno a la forma. Aparece la organización de las obras en lo que se llamó la “forma abierta”. Constaba en la posibilidad de dejar algunos elementos en manos del intérprete para que fuera éste quien acabara de crear la obra. Esto era resultado de la complejidad que alcanzó la notación serial y que llevó a la necesidad de incorporar una cierta libertad al intérprete. La forma abierta, por tanto, es una consecuencia lógica del principio serial ya que ésta se puede leer de diferentes maneras y no solamente como una mera sucesión de notas obligatorias. En este momento el sentido estructural de la obra sobrepasa al de la serie, pero no por un abandono de la serie o un cansancio de tanta obligación, sino como una consecuencia lógica de todo el proceso serial. La experimentación realizada por estos compositores llevó a que Stockhausen, por ejemplo, compusiera en la década de los 50, composiciones basadas en sonidos sinusoidales, es decir, sonidos puros, sin armónicos; y más tarde, utilizara ruidos producidos sintéticamente. Estos experimentos en música electrónica tenían una base intelectual y teórica ligadas a las técnicas de composición serial. 

### Recursos utilizados
La evolución de todos los materiales usados dará lugar al serialismo y se tomará como fundamento de todo el lenguaje musical. Se convertirá en el fundamento que ordene todos los parámetros de la obra de manera racional; si hasta ahora se aplicaba a las alturas, ahora también se serializarán parámetros como el ritmo, timbre, ataque, dinámica, etc, dando lugar al serialismo integral. Para Boulez este sistema encerraba todos los secretos compositivos por lo que llegó a afirmar que: “todo compositor que no haya tenido la necesidad de crear en serialismo es un inútil”. Para Boulez, la creación del sistema tonal responde a unos modelos creados a base de un esquema científico, en los que unos elementos dominan sobre otros y unas reglas rigen todo el organismo. Por lo tanto, el desarrollo del material musical no responde a la inspiración individual, sino al progreso científico. De esta manera, el serialismo es justificable ya que, desde este punto de vista esquemático, se realiza como técnica compositiva en la que dos modelos como la tonalidad y la modalidad tienen cabida dentro de él.
Para los miembros de esta escuela, la serie se convertía en un principio del que surgen todos los parámetros de la composición. No debía haber ningún material más del que partir y aún admitiendo que la organización de cada uno de los parámetros fuera diferente, estos derivaban de una misma serie. Incluso la forma de la obra variaba según la composición de la serie inicial para cumplir con el ideal de unidad entre el material de base y la obtención final de la obra. Este último punto, según Boulez, era el que Schoenberg no tenía en cuenta y por eso lo consideraba incoherente. La crítica ha tachado al serialismo de ser estático. En la tonalidad era perceptible la dirección creada a través de la tensión y relajación pero en el serialismo al no haber obligación de resoluciones se corta este movimiento. Pero lo cierto, es que la estructuración libre que la recubre, permite la aparición continua de nuevas maneras de unir los elementos. Esta libertad, además permite la capacidad subjetiva del compositor y el hecho de crear figuras reconocibles dentro de la serie contribuye a la sensación de forma. El resultado era una estructura puntillista con multitud de elementos contenidos en ella y con una gran condensación, que permitía dar sentido musical a la obra con la recuperación de la forma global. Pero hay que tener en cuenta que los compositores de esta generación no tuvieron un contacto directo con los miembros de la 2ª escuela de Viena. A pesar de que el serialismo integral fue desarrollado, sobre todo, por los compositores que llegaron a su madurez tras la Segunda Guerra Mundial, uno de sus principales representes es el francés Olivier Messiaen (nacido en 1908 y muerto en 1992). Se trata de un miembro de la generación anterior pero que ejerció una gran influencia sobre los serialistas posteriores.